# Rhodogastria callipyga
Rhodogastria callipyga là một loài bướm đêm thuộc phân họ Arctiinae, họ Erebidae.